# Christelijke kabbala
De christelijke kabbala (vaak als Cabala geschreven) is een kabbalistische traditie die stamt uit de periode van de renaissance, toen christelijke geleerden in aanraking kwamen met de mystieke teksten van de joodse kabbala, waarna ze deze concepten trachtten te verenigen met christelijke mystieke denkbeelden.

## Belangrijke figuren

### Pico della Mirandola

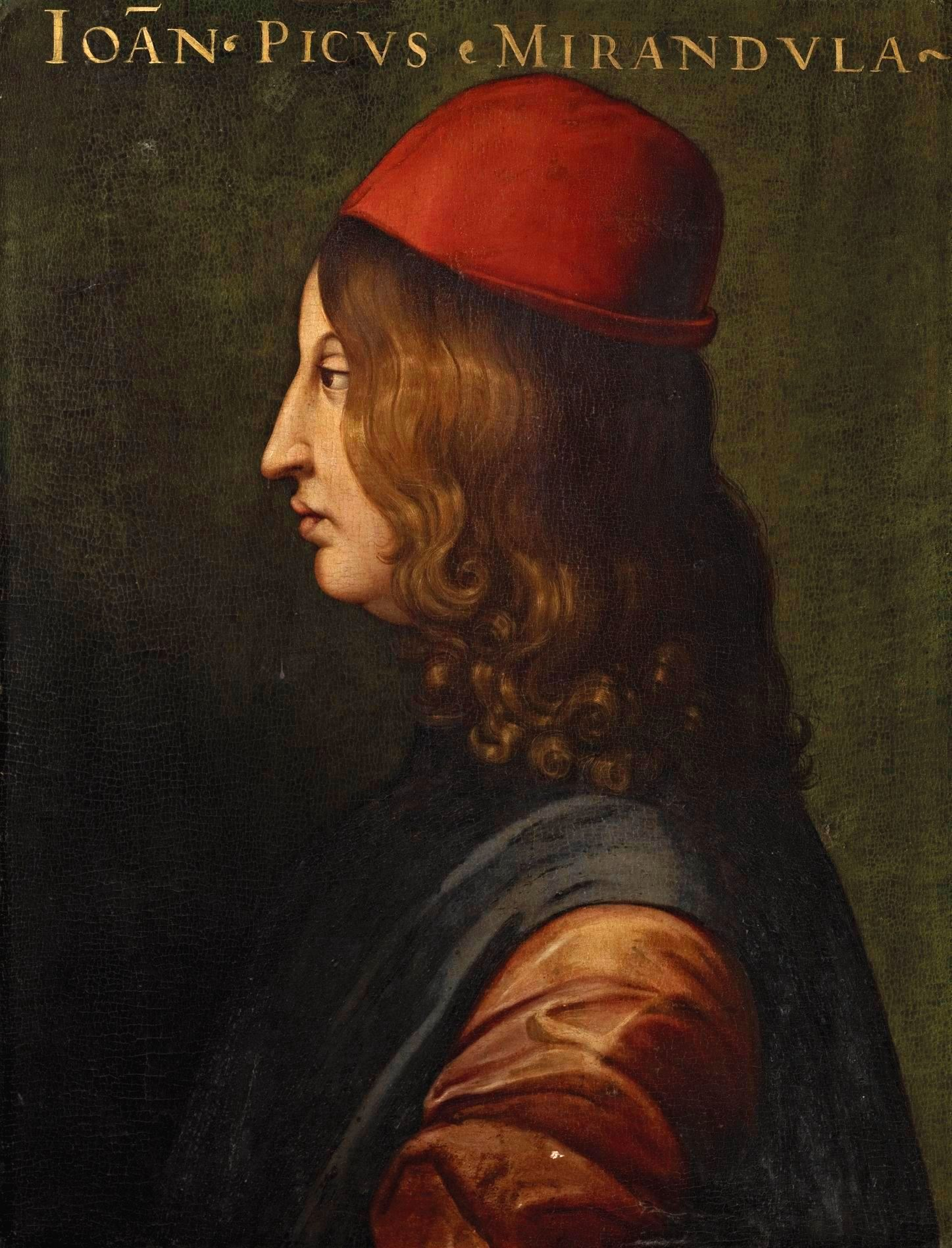
Pico della Mirandola

Giovanni Pico della Mirandola (1463-1494), een student van Marsilio Ficino aan diens Florentijnse Academie, gaf de opdracht tot het vertalen van Hebreeuwse teksten en introduceerde zo de joodse mystiek in Italië.
Na zijn studies canoniek recht aan de universiteit van Bologna, studeerde Pico, die al Grieks en Latijn beheerste, in de periode 1480-1482 Hebreeuws, Aramees en Arabisch bij Elia del Medigo in Padua. Deze del Medigo vertaalde voor Pico ook Hebreeuwse manuscripten naar het Latijn. In Florence kwam hij in aanraking met Lorenzo de Medici, maar het liep bijna slecht voor hem af nadat hij verliefd werd op diens nichtje. Pico wilde er met het meisje vandoor gaan, maar werd op bevel van de echtgenoot van het meisje opgepakt en in de gevangenis gesmeten. Toen hij dankzij Lorenzo de Medici vrijkwam, trok hij zich terug in Perugia om van zijn wonden te genezen. "Het was daar," zo vertelde hij in een brief aan Lorenzo, "dat de voorzienigheid zekere boeken in mijn handen legde. Het waren Chaldeeuwse boeken vol mysterie." In die boeken las hij over de mystieke kabbala en over hermetische schrijvers zoals Hermes Trismegistus. De kabbala en de hermetica werden in de tijd van Pico geacht even oud te zijn als het Oude Testament, wat voor hem de reden was om ze een bijna Bijbelse status te verlenen. Pico's eigen behandeling van de thema's in die boeken was vrij syncretistisch, want hij betrok er elementen bij uit vele verschillende bronnen. In zijn "Redevoering over de Waardigheid van de Mens" uit 1486, waarin hij mogelijkheden onderzoekt om tot ware, volledige kennis te komen, blijkt deze aanpak duidelijk: Pico combineerde hierin platonisme, neoplatonisme, aristotelisme, hermetisme en kabbala.

### Johannes Reuchlin

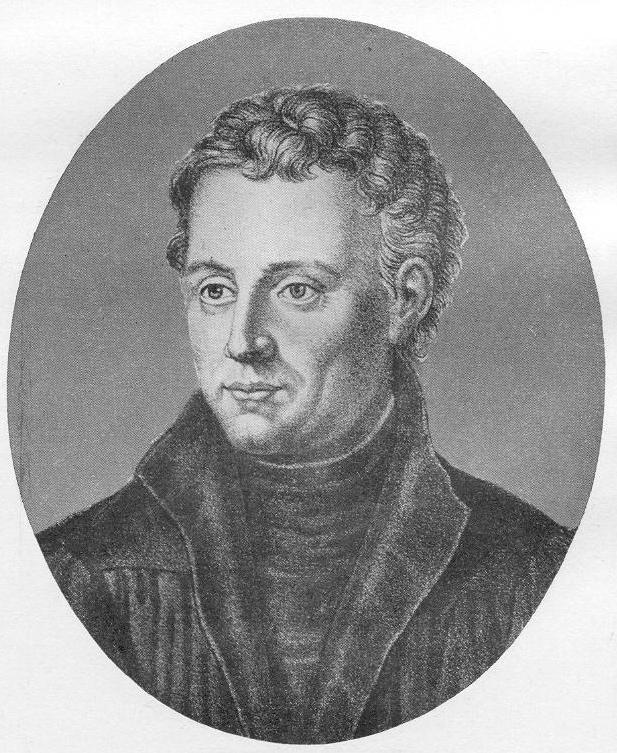
Johannes Reuchlin

Johann Reuchlin (1455-1522), was een Duitse humanist en vooraanstaand geleerde in het Grieks en Hebreeuws. Na Mirandola in Italië te hebben ontmoet, ging hij Hebreeuws studeren bij een Joodse arts, Jakob ben Jehiel Loans, waarop hij het werk "Arte Cabbalistica" in 1517 schreef.

### Balthasar Walther
Balthasar Walther (1558 - circa 1630), was een Silezische arts. In de jaren 1598, 1589 vertrok hij op pelgrimstocht naar het Heilige Land om daar van mensen in Safed meer te leren over kabbala en joodse mystiek. Zelf claimt hij zes jaar te hebben gespendeerd aan deze reizen, maar het waren eerder verschillende kortere uitstappen. Er is geen enkel werk van betekenis van hem bekend over de christelijke kabbala, maar hij onderhield een aanzienlijke verzameling manuscripten over magie en kabbala. Zijn betekenis voor de geschiedenis van de christelijke kabbala ligt eerder hierin, dat zijn ideeën en leerstellingen een diepgaande invloed hebben uitgeoefend op het oeuvre van de Duitse theosoof Jakob Böhme. In het bijzonder Böhmes "Veertien Vragen over de Ziel" uit 1621 is aan hem schatplichtig.

### Athanasius Kircher

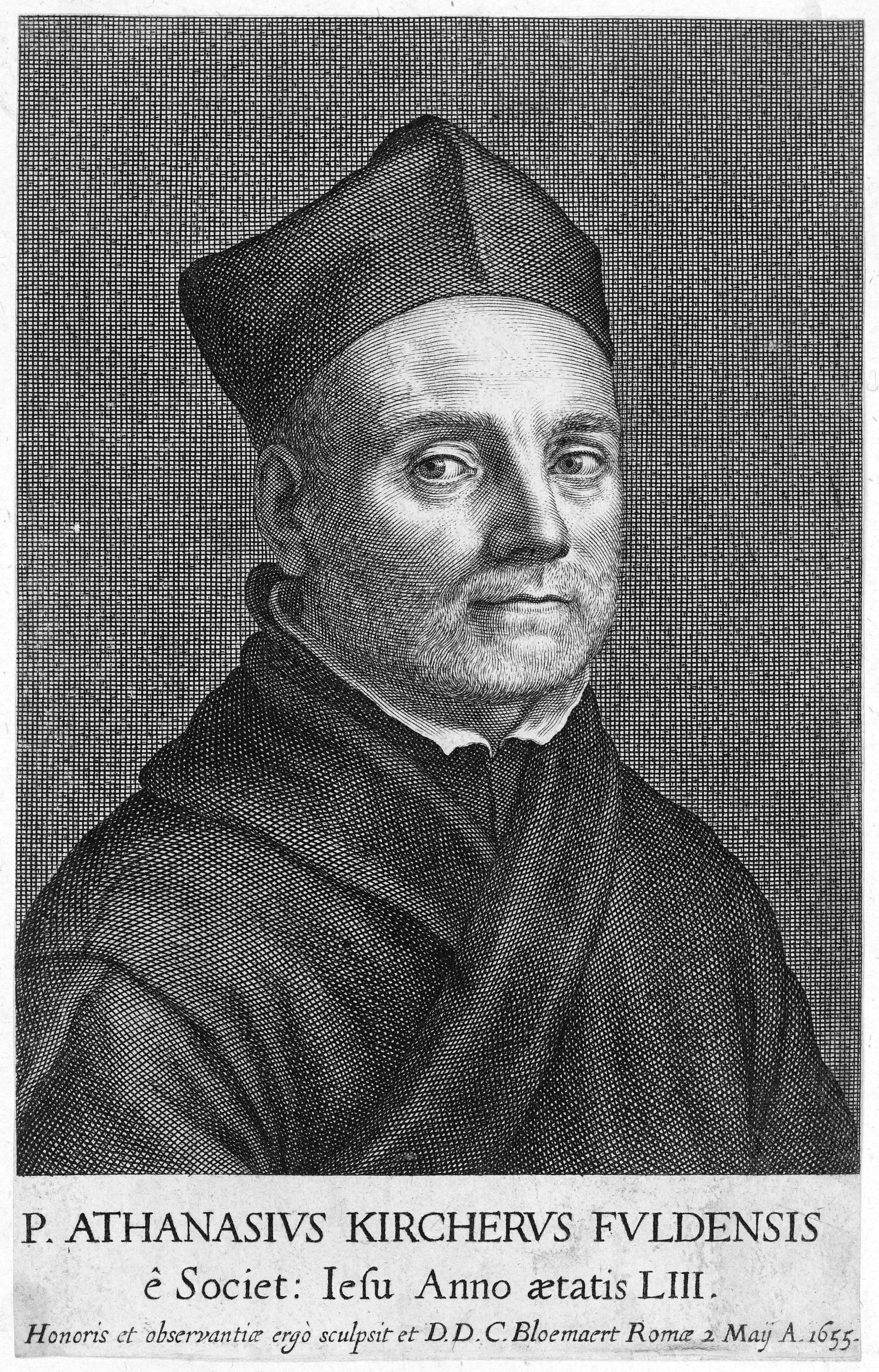
Athanasius Kircher

Athanasius Kircher was een Duitse jezuïet en veelzijdig geleerde. Hij schreef in 1652 uitgebreid over kabbala en bracht daarbij nieuwe elementen aan uit het orfhisme, een mysteriecultus, en de Egyptische mythologie. Zijn bekendste werk op dat gebied is "Oedipus Aegyptiacus", dat hij zelf illustreerde met een door hem aangepaste levensboom.

### Christian Knorr von Rosenroth
Christian Knorr von Rosenroth (1631–1689) was een christelijke hebraïcus die de kabbala bestudeerde, in de overtuiging daar bewijzen voor de christelijke leer aan te treffen.

### Johan Kemper
Johan Kemper (1670-1716) was een Hebreeuwse leraar die verbonden was aan de universiteit van Uppsala in de periode 1697 tot 1716. Hij was waarschijnlijk ook de leraar van Emanuel Swedenborg.
Kemper, die voorheen gekend was als Moses ben Aaron van Cracow, was als vroegere aanhanger van het judaïsme bekeerd tot het Lutheranisme. Tijdens zijn verblijf in Uppsala schreef hij een driedelig werk over de Zohar, getiteld "Matteh Mosche" (De Staf van Mozes). Daarin trachtte hij aan te tonen dat de Zohar de christelijke doctrine van de Drievuldigheid bevatte. Deze overtuiging bracht hem ertoe om een letterlijke vertaling naar het Hebreeuws van het Evangelie volgens Matteüs te maken, met een kabbalistisch commentaar erbij.

### Ramon Llull

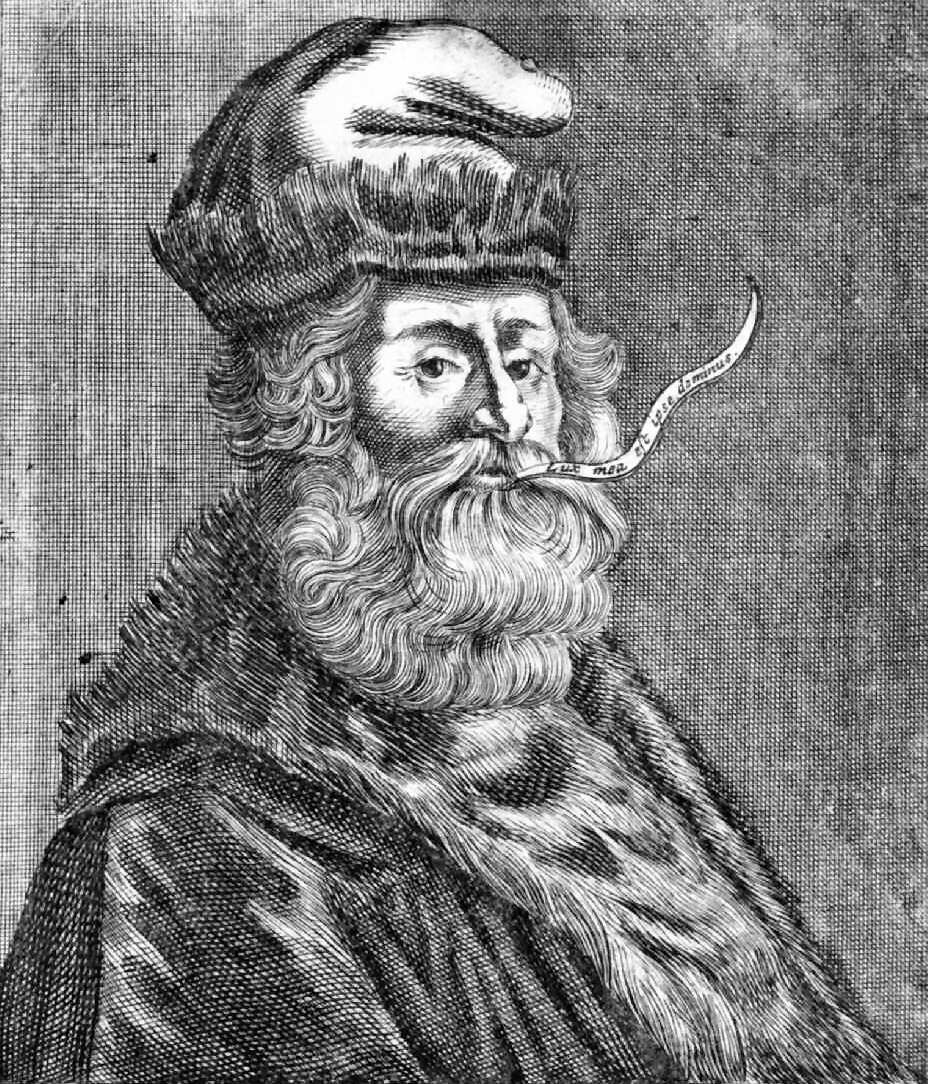
Ramon Llull

Ramon Llull (Geboren in 1232/33, Ciutat de Majorca, nu Palma de Mallorca?, Mallorca nu in Spanje, gestorven 1315/16, Tunis) was op zoek naar een universeel systeem en compendium van alle kennis, dat hij "Ars Magna" (1305–08: "De Grote Kunst") noemde. Llull maakte gebruik van logische methodes om te trachten de dogma's van de christelijke theologie te bewijzen. Hierbij combineerde hij symbolische notatie en tabellen om alle vormen van kennis te combineren en voor te stellen, theologie, filosofie en de natuurwetenschappen inbegrepen.